# Flora Japonica
Flora Japonica, (abreujat Fl. Jap.), és un llibre amb il·lustracions i descripcions botàniques que va ser escrit conjuntament per Philipp Franz von Siebold i Zucc.. Va ser editat en dos volums el 1835-1870, amb el nom de Flora Japonica; sive, Plantae Quas in Imperio Japonico Collegit, Descripsit, ex Parte in Ipsis Locis Pingendas Curavit. Sectio Prima Continens Plantas Ornatui vel Usui Inservientes. Digessit J. G. Zuccarini. Lugduni Batavorum Leiden.
Siebold va elaborar la seva Flora Japonica en col·laboració amb el botànic alemany Joseph Gerhard Zuccarini (1797-1848). La primera edició va aparèixer el 1835. Tanmateix, la versió completa, no apareixeria fins després de la seva mort, acabada el 1870 per F.A.W. Miquel (1811-1871), director del Rijksherbarium a Leiden.